# Джузеппе Де Сантіс
Джузе́ппе де Са́нтіс (італ. Giuseppe De Santis; 11 лютого 1917, Фонді, Лацій, Італія — 16 травня 1997, Рим, Італія) — італійський кінорежисер і сценарист.
Джузеппе Де Сантіс був одним з провідних кінорежисерів неореалізму.

## Фільмографія
- 1949: «Гіркий рис» / Riso amaro
- 1950: «Нема миру під оливами» / Non c'è pace tra gli ulivi
- 1952: «Рим, об 11-й» / Roma ore 11
- 1954: «Дні кохання» / Giorni d'amore
- 1958: «Дорога, тривалістю рік» / La strada lunga un anno
- Вендетта
- Дон Паскуаль
- 1964: «Вони йшли на Схід» / Italiani brava gente